# 유니온 (기업)
유니온은 대한민국의 백시멘트 제조업체이다.

## 역사
- 1952년 - 대한탄광주식회사 설립
- 1964년 - 유니온백양회공업주식회사 설립
- 1977년 - 현재의 사명을 주식회사 유니온으로 변경
- 1980년 - 백시멘트 청주공장 준공
- 1986년 - 타일시멘트 공장 준공
- 1987년 - 알루미나시멘트 공장 준공
- 1988년 - 환경사업팀 설치
- 1989년 - 타일시멘트 KS표시허가를 취득
- 1990년 - 기업부설연구소 설치
- 1994년 - 기흥물류센터 준공
- 1995년 - 포항공장 준공
- 1996년 - ISO 9002 품질인증 획득
- 2003년 - 중국 산둥성에 봉래우니건재유한공사를 설립
- 2007년 - 희유금속 재생공장 준공
- 2012년 - 태국 현지법인인 유니바이오매스 인수
- 2013년 - 봉래우니유한공사 지분매각
- 2018년 - OCI그룹에서 계열분리 유니온그룹을 형성
- 2021년 - 청주 물류센터 준공

## 자회사
- 유니온머터리얼
- 유니온툴텍

## 같이 보기
- OCI그룹
- 백시멘트